# カッパーベルト

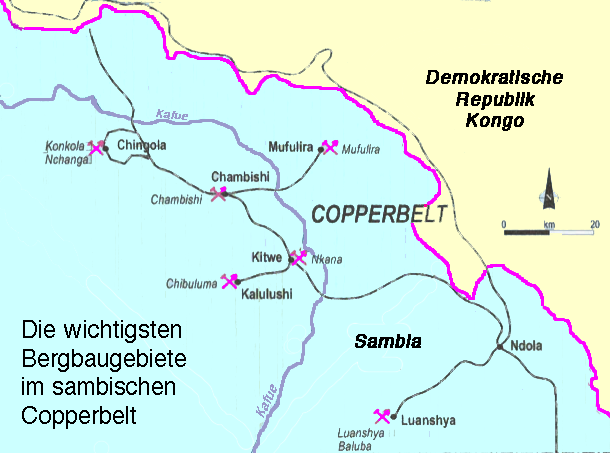
カッパーベルト（ザンビア側）の地図

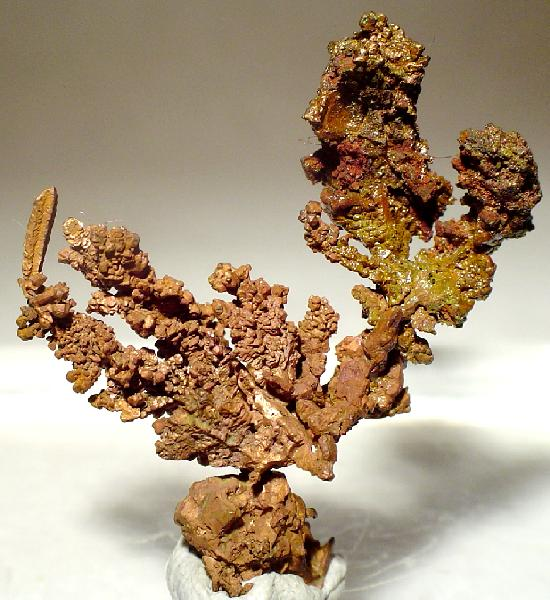
ザンビアのムフリラで発見された自然銅

カッパーベルト（英語: Copperbelt, Copper Belt）は、アフリカ大陸南部・ザンビア中部のカッパーベルト州からコンゴ民主共和国（DRC）南部の上カタンガ州にかけて広がる銅山地帯の呼称。
その名の通り銅の世界的産地。銅鉱床は始生界の古海岸線沿いに堆積した銅鉱物からなる。鉱床規模はチリのポーフィリーカッパー鉱床に匹敵する2000万t級の埋蔵量ではあるが、ザンビア・DRC両国の政治経済的混乱により世界の銅生産におけるカッパーベルトの占有率は減り続けていた。2009年現在、DRC政府の許可がおり、いくつかの鉱山が再開予定であり、銅価の回復もあって生産割合は増えると考えられる。
また、銅生産の副産物であるコバルトも重要な産出品となっており、2005年時点で世界生産量の約50%を産する。キトウェ、ンドラ、ルブンバシなどが地域内の代表的な都市である。